# Здравко Недков
Здравко Тодоров Недков е български литературен критик.

## Биография
Роден е на 21 октомври 1942 г. в с. Липница. Завършва гимназия в Оряхово (1960) и славянска филология в Софийския университет (1967).
Референт в Съюза на българските писатели (1968). Завеждащ отдел „Критика“ във вестник „Пулс“ (1969–1973). Редактор в списание „Пламък“ (1973–1980) и в списание „Съвременник“.
Носител на наградата „Атанас Далчев“ (2006).
Умира на 5 юли 2014 г.